# Kylo Ren
Kylo Ren (también conocido como Ben Solo; Chandrila, 5 DBY-Exegol, 35 DBY) es un personaje ficticio del universo de Star Wars. Introducido en la película de 2015 Star Wars: El despertar de la Fuerza, es interpretado por Adam Driver. Es hijo de los personajes Han Solo y Leia Organa, y nieto de Anakin Skywalker y Padmé Amidala, es entrenado como Jedi por su tío Luke Skywalker, pero es seducido por el lado oscuro de la Fuerza por Snoke, el Líder Supremo de la Primera Orden, según un plan de Darth Sidious. Se convierte en un guerrero oscuro, con un poderoso dominio de la Fuerza después de unirse a los Caballeros de Ren, y adoptando el nombre de Kylo Ren. Se vuelve el nuevo Líder Supremo de la Primera Orden tras asesinar a Snoke. Kylo, a pesar de creer ciegamente en hacer lo correcto, admite humildemente que es malvado.

## Concepto y creación
Con la adquisición de Lucasfilm por la compañía Walt Disney en 2012, el guion para The Force Awakens fue escrito por Lawrence Kasdan, J. J. Abrams y Michael Arndt, sin participación directa del creador de Star Wars, George Lucas. Según el director Abrams, la Primera Orden está inspirada en ODESSA, una red teórica de oficiales de la SS que huyeron a distintos países, mayormente en Latinaomérica, después de la Segunda Guerra Mundial.
La audición de Driver para un papel desconocido, se dio a conocer el 29 de abril de 2014. Kylo Ren fue visto por primera vez, pero aún sin nombrarse, en el tráiler de 88 segundos de The Force Awakens publicado por Lucasfilm el 28 de noviembre de 2014, blandiendo un sable de luz rojo, en forma de cruz. El nombre de Kylo Ren fue revelado por Entertainment Weekly en una mockup de un cromo, estilo Topps, diseñada por Lucasfilm en diciembre de 2014. Una sesión fotográfica en mayo de 2015 realizada por Annie Leibovitz para la revista Vanity Fair, confirmó que Driver interpretaría a Kylo.
En una entrevista con Time, el diseñador de vestuario para The Force Awakens, Michael Kaplan, dijo que Kylo Ren fue el personaje más difícil de diseñar para la película. Abrams Pidió que el personaje fuera diseñado para tener características que fuesen memorables para un niño. Después de intentos numerosos para obtener la aprobación de Abrams, el diseño final fue seleccionado, previsto en parte grande a su forro de tejido con estilo de espagueti a través del cuerpo y un forro reflectante plateado a lo largo de la máscara. Fue un villano sin nombre al principio, pero más tarde consiguió un nombre.
Según otros miembros del reparto, Driver es un actor que usa el "método", lo que significa que a veces se quedó en el personaje de Ren en el set y se dejaba su máscara puesta entre escenas. Driver explicó que su objetivo era "olvidar que estás en Star Wars y tratarlo como cualquier otro trabajo lleno de momentos y problemas", porque desde la perspectiva de los personajes que viven dentro del universo de la película, "Darth Vader es real".
El personaje de Ren comparte similitudes con el de Jacen Solo, hijo de Han Solo y la princesa Leia, quien amenaza a la galaxia como un Jedi caído. Además, los críticos han notado una semejanza entre el diseño de Ren y el de Revan, el protagonista de los Caballeros de la Antigua República.

## Personaje
Abrams dijo a Empire en agosto de 2015, "Kylo Ren no es un Sith". Trabaja para el Líder Supremo Snoke, que es una figura poderosa en el Lado Oscuro de la Fuerza. Abrams le había dicho anteriormente a Entertainment Weekly que el personaje "tomó el nombre de Kylo Ren cuando se unió a un grupo llamado los Caballeros de Ren. Robbie Collin, de The Telegraph, describió a Ren como "un jihad radical, de mente oscura y radicalizada, cuyo sable láser rojo crujía tan violentamente como su temperamento". Abrams señaló, "El sable de luz es algo que él mismo construyó, y es tan peligroso, tan feroz y tan desigual como el personaje."

## Apariciones

### El despertar de la Fuerza
Ben Solo inició su adiestramiento como caballero Jedi bajo la tutela de su tío Luke Skywalker, a instancias de su padre Han Solo. Durante su adiestramiento Luke, tras una oscura premonición, desconfió del corazón de su sobrino intentando matarlo y este dejó la orden Jedi, Ben no terminó las enseñanzas de su tío y se incorporó al servicio del Líder Supremo Snoke, máximo dirigente de la Primera Orden, pasando a formar parte de los Caballeros de Ren y convirtiéndose en su líder, donde adoptará el nombre de Kylo Ren, emprendiendo el camino del lado oscuro de la Fuerza.
Kylo Ren se fija como objetivo la destrucción de todo residuo de la doctrina Jedi, continuando así con la tarea emprendida por su abuelo, Darth Vader (conocido por su nombre verdadero Anakin Skywalker), para lo que emprende la búsqueda del último maestro de Jedi que queda, su tío Luke. Parte de esto se muestra en la visión que tiene Rey en el castillo de Maz Kanata al tocar el sable de luz de Anakin y Luke Skywalker. En esta empresa, Kylo Ren se enfrenta a la Resistencia galáctica, organización liderada por su madre y que posee la clave para dar con el paradero de Luke.
Durante el enfrenamiento con las fuerzas de la resistencia, un grupo de infiltrados liderado por Han Solo consigue acceder a las instalaciones de la base estelar Starkiller, donde planean colocar una serie de bombas explosivas con los que neutralizar las defensas de la estación. Desplegado para interceptar a los resistentes, Kylo Ren detecta a su padre y le pide a éste que lo ayude a dar el paso definitivo para dirimir el conflicto moral entre el bien y el mal que lo corroe y lo atormenta. Cuando Han le suplica que vuelva casa con su familia, Kylo Ren lo atraviesa con su sable de luz, matándolo a sangre fría.
Durante el proceso de destrucción de la nueva estación Starkiller, comienza un combate con el soldado de asalto renegado Finn, a quien deja malherido, y después se enfrenta a Rey, miembro recién incorporada a la Resistencia y cuya relación con La Fuerza es fuerte. Rey consigue derrotar a Kylo utilizando el sable que perteneció a Anakin y Luke Skywalker, pero Kylo se libra de ser asesinado, debido a que una zanja formada en el suelo por la destrucción de la estación los separa en el último momento.

### Los últimos Jedi
Kylo Ren se recupera de las heridas que le causó la pelea contra Rey, mientras la Primera Orden se dirige a la base de la Resistencia. Tras esto la Resistencia difícilmente huye hacia una base rebelde abandonada y la Primera Orden al completo la sigue. Kylo se comunica con la fuerza con Rey en el tiempo en el que se encuentra  entrenando con Luke Skywalker y le revela el oscuro secreto que Luke nunca le mencionó, que este último intentó matarlo mientras dormía. Rey se infiltrara en la nave de la Primera Orden donde Kylo la lleva ante Snoke, tras unos cuantos sucesos, Snoke le dice a Kylo que acabase con Rey, pero Kylo no es capaz y usa la fuerza para girar el sable de luz de Anakin y Luke Skywalker (que ahora es de Rey), que se encuentra a la derecha de Snoke y lo enciende acabando con la vida de Snoke, cortándolo por la mitad tras esto Kylo le pide a Rey unirse a él y crear una nueva orden que gobierne en la galaxia. Rey se niega. Posteriormente usan la fuerza para obtener el control del sable de luz de Anakin, que terminó por romperse a la mitad, debido al inmenso poder de la fuerza que ejercían, el sable de luz explota. Kylo se levanta inconsciente junto a Hux en la sala de Snoke, Kylo, allí se autoproclama Líder Supremo de la Primera Orden. Tras esto va a acabar con la Resistencia restante. Kylo estando a punto de acabar con la Resistencia se topa con Luke Skywalker, él usa un fuego intenso por parte de sus AT-M6, pero viendo que no acababa con su vida decide ir en persona a derrotarlo, tras un combate épico Kylo atraviesa con su sable a Luke y descubre que es una ilusión que usa con la fuerza desde Ahch-To para dar tiempo a huir la resistencia, entonces Kylo decide entrar en la base, que para entonces la Resistencia restante había huido en el Halcón Milenario.

### El Ascenso de Skywalker
Kylo parte hacia Mustafar tras la aparición de una transmisión del difunto Emperador Palpatine para encontrar un Wayfinder Sith para llegar a Exegol, el planeta origen de la transmisión. Tras luchar con los nativos de Mustafar, Ren encuentra el Wayfinder en las ruinas del Castillo de su abuelo, Darth Vader. Tras un complicado viaje, llega a Exegol donde conoce a un decrépito Palpatine acoplado a un dispositivo médico. Palpatine le ofrece su flota secreta de Destructores Estelares capaces de destruir planetas. Ren, creyéndose más inteligente que Palpatine, acepta cumplir su única exigencia, que es asesinar a Rey. Antes de partir, Palpatine le cuenta la historia y le revela la verdadera identidad de Rey. En el pasado, sus padres decidieron ser unos don nadie para ocultarse de una amenaza mayor: Rey es la nieta de Palpatine, y éste había ordenado su muerte cuando era niña, temiendo su poder y en lo que se convertiría. Rey recupera la daga y tiene visiones del asesino usándola para matar a sus padres. Ren llama a sus Caballeros para cazar a Rey aprovechándose de que son una díada en la Fuerza (dos personas conectadas en la Fuerza contrapuestas) y de que su vínculo se ha fortalecido. Ren localiza a Rey en Pasana, donde va con sus Caballeros. En un enfrentamiento, Rey atraviesa a Ren con su sable de luz al herirlo, pero descubre que siente la muerte de Leia al saber que conectó su mente con la de Kylo y completamente asustada, Rey sana a Kylo y toma su nave. Kylo tiene una visión de su padre Han Solo y conversan brevemente en donde Kylo le pide disculpas a su padre por todo lo que había hecho en el pasado. Una vez redimido por todo sus actos, él inmediatamente arroja su sable de luz de plasma hacia el océano y reclama su verdadera identidad como Ben Solo, al usar el sable azul de su abuelo, Anakin Skywalker.
Al ir a Exegol, Ben ayuda a Rey en derrotar a los Caballeros de Ren y los guardianes de Palpatine. En el enfrentamiento, Palpatine absorbe la esencia vital de Ben y Rey, rejuveneciéndose, y quedar incapacitado. Al recuperarse, Ben descubre que Palpatine fue destruido y que Rey se sacrificó en derrotarlo, Ben la resucita usando la Fuerza y besa a Rey románticamente, y hasta que él muere y se convierte en uno con la Fuerza.

## Trabajos relacionados y comercialización
Kylo Ren es un personaje de narrado en la novelización de 2015 de The Force Awakens realizada por Alan Dean Foster. Hasbro lanzó una figura de acción de Kylo Ren de 33⁄4 pulgadas (9,5 cm) y una figura de 6 pulgadas (15cm) en su línea "La Serie Oscura". También es presentado en los juegos de Lego Star Wars Comando Shuttle de Kylo Ren (2015)  y Battle on Takodana (2016) así como en una figura de construcción de Lego. La versión Lego de Kylo también aparece en la serie de dibujos animados de corto formato del 2016, Lego Star Wars: The Resistance Rises.

### Star Wars: Aftermath: Empire's End (2017)
En la novela de Chuck Wendig de 2017, Star Wars: Aftermath: Empire's End, Ben Solo nace en el planeta Chandrila, el día en que se firma un tratado de paz entre el Imperio y la Nueva República Galáctica.